# Kilowatts d'aigua. El negoci del segle
Kilowatts d'aigua. El negoci del segle és una pel·lícula documental dirigida per Carles Prats i Ricard Belis, produïda per Televisió de Catalunya, i estrenada el 25 de maig de 2021 al programa Sense ficció de TV3. L'obra gira entorn als beneficis multimilionaris que obté l'oligopoli energètic de les centrals hidroelèctriques de Catalunya, molts d'ells gràcies a concessions gairebé perpètues, i que ha desfermat l'oposició d'agrupacions veïnals i institucions locals per tal de recuperar el control dels rius i revertir els beneficis en el territori. El documental també fa un repàs històric al naixement de les centrals hidroelèctriques i el gran nombre de víctimes que la construcció va implícar.
El dia de l'estrena a la televisió pública catalana, esdevingué el setè programa més vist del dia al canal de TV3. Concretament, a Catalunya es convertí en el programa líder de la franja horària amb una quota d'audiència del 13,9% i 330.000 espectadors de mitjana. Després de l'emissió, diverses respostes crítiques d'entitats se succeïren a la xarxa social de twitter. L'Associació de Municipis i Entitats per l'Aigua Pública (AMAP) manifestà que «ha quedat clar que les centrals hidroelèctriques amb concessions caducades són un negoci multimilionari en mans de poques empreses. L'aigua dels rius s'ha de poder gestionar directament des dels municipis». Al seu torn, el partit polític Candidatura d'Unitat Popular (CUP) definí l'obra com a «imprescindible programa per entendre la lluita per la gestió pública de l'energia». Paral·lelament, i en ocasió de l'emissió, el periodista Jesús Rodríguez de La Directa reportà la conveniència de consultar el reportatge d'investigació sobre el litigi de l'aigua dels Pirineus, que es publicà al número 475.